# Odilon Polleunis
Odilon Polleunis (Sint-Truiden, 1º maggio 1943 – Sint-Truiden, 21 settembre 2023) è stato un calciatore belga, di ruolo attaccante.

## Carriera
Fu eletto calciatore belga dell'anno nel 1968. Nel 1975 vinse il campionato belga con il Molenbeek.

## Palmarès

### Club
- Campionato belga: 1

RWD Molenbeek: 1974-1975

### Individuale
- Calciatore belga dell'anno: 1

1968